# NGC 6492
NGC 6492 est une galaxie spirale située dans la constellation du Paon. Sa vitesse par rapport au fond diffus cosmologique est de 4 351 ± 8 km/s, ce qui correspond à une distance de Hubble de 64,2 ± 4,5 Mpc (∼209 millions d'al). NGC 6492 a été découverte par l'astronome britannique John Herschel en 1835.
La classe de luminosité de NGC 6492 est II-III et elle présente une large raie HI.
À ce jour, cinq mesures non basées sur le décalage vers le rouge (redshift) donnent une distance de 56,140 ± 8,420 Mpc (∼183 millions d'al), ce qui est à l'intérieur des valeurs de la distance de Hubble. Notons cependant que c'est avec la valeur moyenne des mesures indépendantes, lorsqu'elles existent, que la base de données NASA/IPAC calcule le diamètre d'une galaxie et qu'en conséquence le diamètre de NGC 6492 pourrait être d'environ 62,8 kpc (∼205 000 al) si on utilisait la distance de Hubble pour le calculer.

## Supernova
La supernova SN 2004fv a été découverte dans NGC 6492 le 4 novembre 2004 par l'astronome amateur sud africain Berto Monard. Cette supernova était de type Ia.